# Вересоч (станція)
Вересоч — проміжна залізнична станція 5 класу Київської дирекції Південно-Західної залізниці на лінії Чернігів — Ніжин. Розташована біля села Вересоч.
Розташована в Куликівському районі Чернігівської області між станціями Імені Бориса Олійника (9 км) та Вертіївка (19 км).
На станції зупиняються приміські поїзди та регіональні потяги..

## Пасажирське сполучення
На станції зупиняються приміські потяги в сполученні Чернігів-Ніжин(6 пар). Також зупиняється 2 регіональних потяги сполучення Чернігів-Київ.
З 01.07.2022 відновлено зупинку регіональних потягів Київ(Вінниця)-Чернігів по станціях Вертіївка та Вересоч. Придбати квитки на регіональні потяги онлайн можна на сайті https://booking.uz.gov.ua/ чи в мобільному додатку Укрзалізниці.
| Рух поїздів по станції Вертіївка |                    |                | |                          |
| №                                | Маршрут сполучення | Час по станції | Проміжні станції | Періодичність курсування |
| Регіональне сполучення           |                    |                | |                          |
| 704                              | Чернігів — Київ    | 08:09-08:10    | імені Бориса Олійника,Вересоч,Вертіївка,Ніжин,Бровари,Дарниця,Видубичі                                                                | Щоденно                  |
| 708                              | Київ — Чернігів    | 10:04-10:05    | Київ-Деміївський,Дарниця,Бровари,Ніжин,Вертіївка,Вересоч,імені Бориса Олійника}                                                       | Крім вівторків           |
| 710                              | Чернігів — Київ    | 17:55-17:56    | імені Бориса Олійника,Вересоч,Вертіївка,Ніжин,Бровари,Дарниця,Київ-Деміївський                                                        | Крім вівторків           |
| 702                              | Вінниця — Чернігів | 19:14-19:15    | Калинівка-1,Козятин,Попільня,Фастів,Вишневе,Київ-Пасажирський, Видубичі,Дарниця,Бровари,Ніжин,Вертіївка,Вересоч,імені Бориса Олійника | щоденно                  |

## Галерея

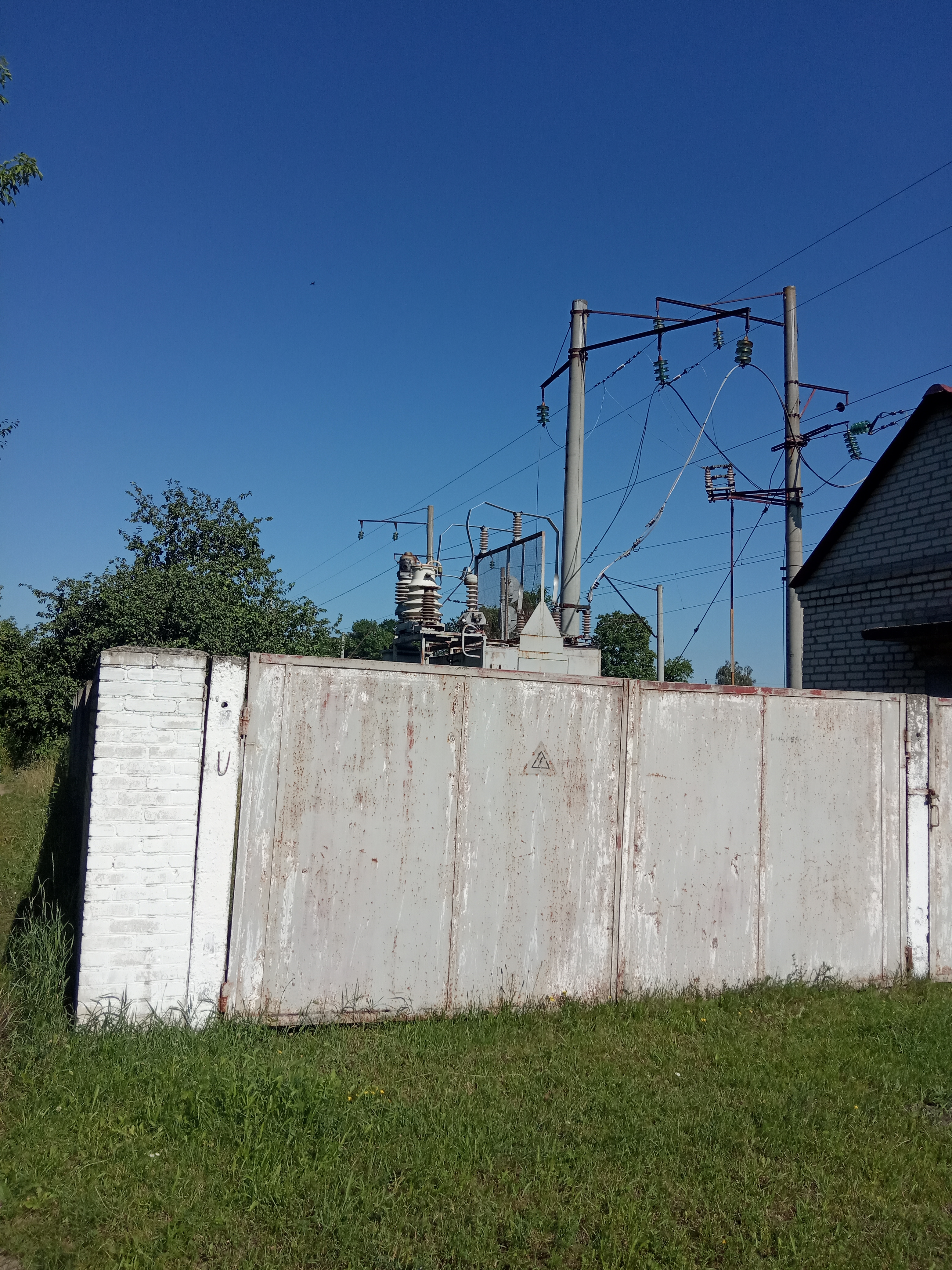
Підстанція залізнична біля станції у 2020 році